# Председнички избори у САД 1936.
Председнички избори у САД 1936. су били 38. председнички избори по редоследу, и одржани су у уторак 3. новембра 1936. На њима су учествовали актуелни председник Френклин Д. Рузвелт, и кандидат Републиканске странке Алф Лендон, гувернер савезне државе Канзас. Рузвелт је веома убедљиво победио Лендона и по броју гласача, и по броју изборника, и то је највећа победа још од председничких избора у 1820., када је Џејмс Монро практично сам учествовао на изборима.

## Главни кандидати
| Lp. | Слика | Име                 | Слика | Кандидат за потпредседника | Странка               |
| --- | ----- | ------------------- | ----- | -------------------------- | --------------------- |
| 1.  |       | Френклин Д. Рузвелт |       | Џон Гарнер                 | Демократска странка   |
| 2.  |       | Алф Лендон          |       | Френк Нокс                 | Републиканска странка |

## Резултати
| Кандидат            | Странка               | Гласови    | Гласови  | Изборници |
| Кандидат            | Странка               | Број       | Проценат | Изборници |
| ------------------- | --------------------- | ---------- | -------- | --------- |
| Френклин Д. Рузвелт | Демократска странка   | 27.752.648 | 60,80%   | 523       |
| Алф Лондон          | Републиканска странка | 16.681.862 | 36,54%   | 8         |
| Вилијам Лемке       | Унија                 | 892.378    | 1,95%    | 0         |
| Норман Томас        | Социјалистичка        | 187.910    | 0,41%    | 0         |
| Остали кандидати    | Остали кандидати      | 132.901    | 0,28%    | 0         |
| Укупно              | Укупно                | 45.647.699 | 100%     | 531       |